# 穆尔 (奥地利)
穆尔是奥地利萨尔茨堡州隆高县的一个市镇。总面积115.96平方公里，总人口588人，人口密度5.1人/平方公里（2005年）。